# Holzapfel von Herxheim

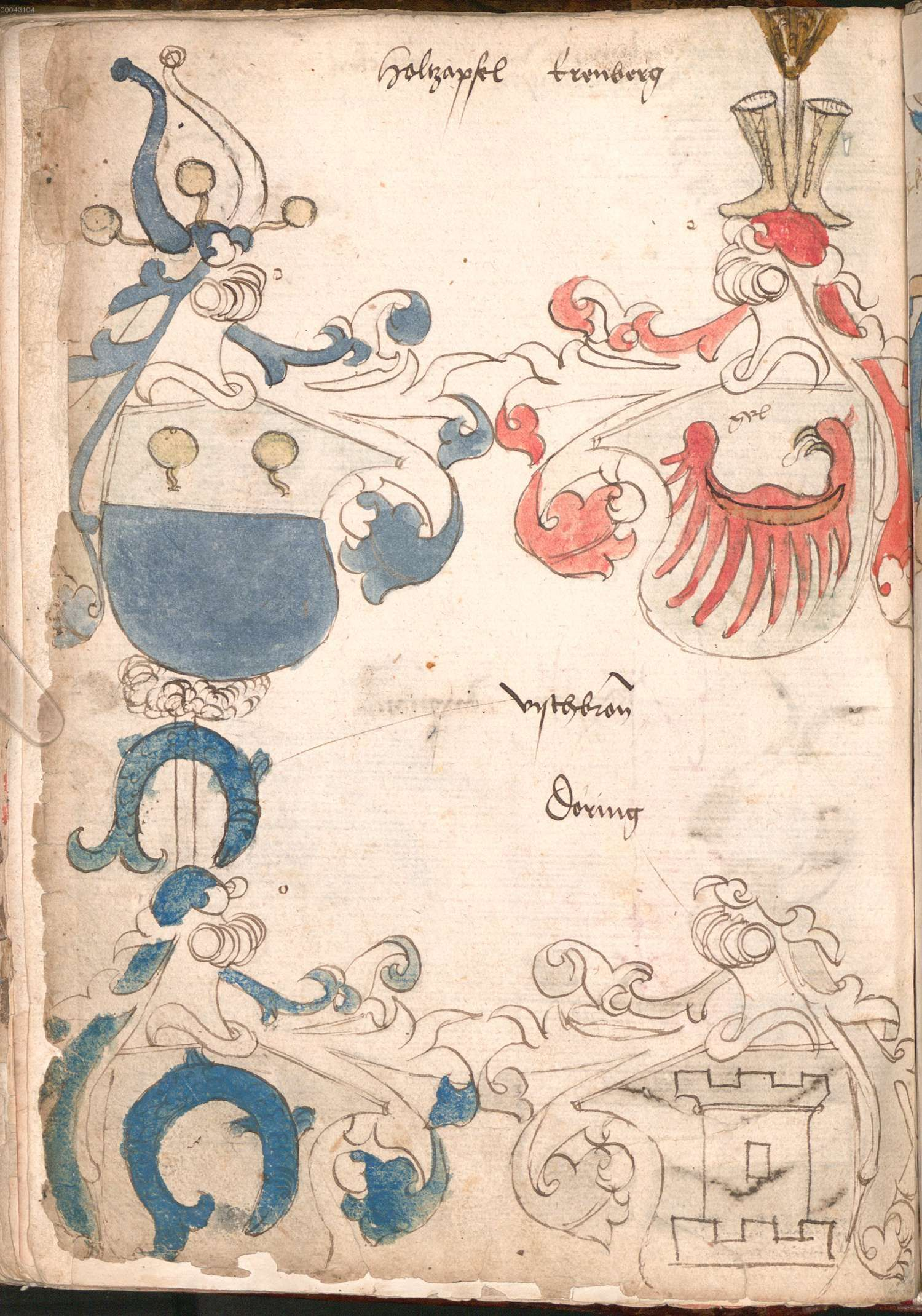
Wappen der Holzapfel links und der Ehrenberg rechts im Wernigeroder Wappenbuch aus dem 15. Jahrhundert

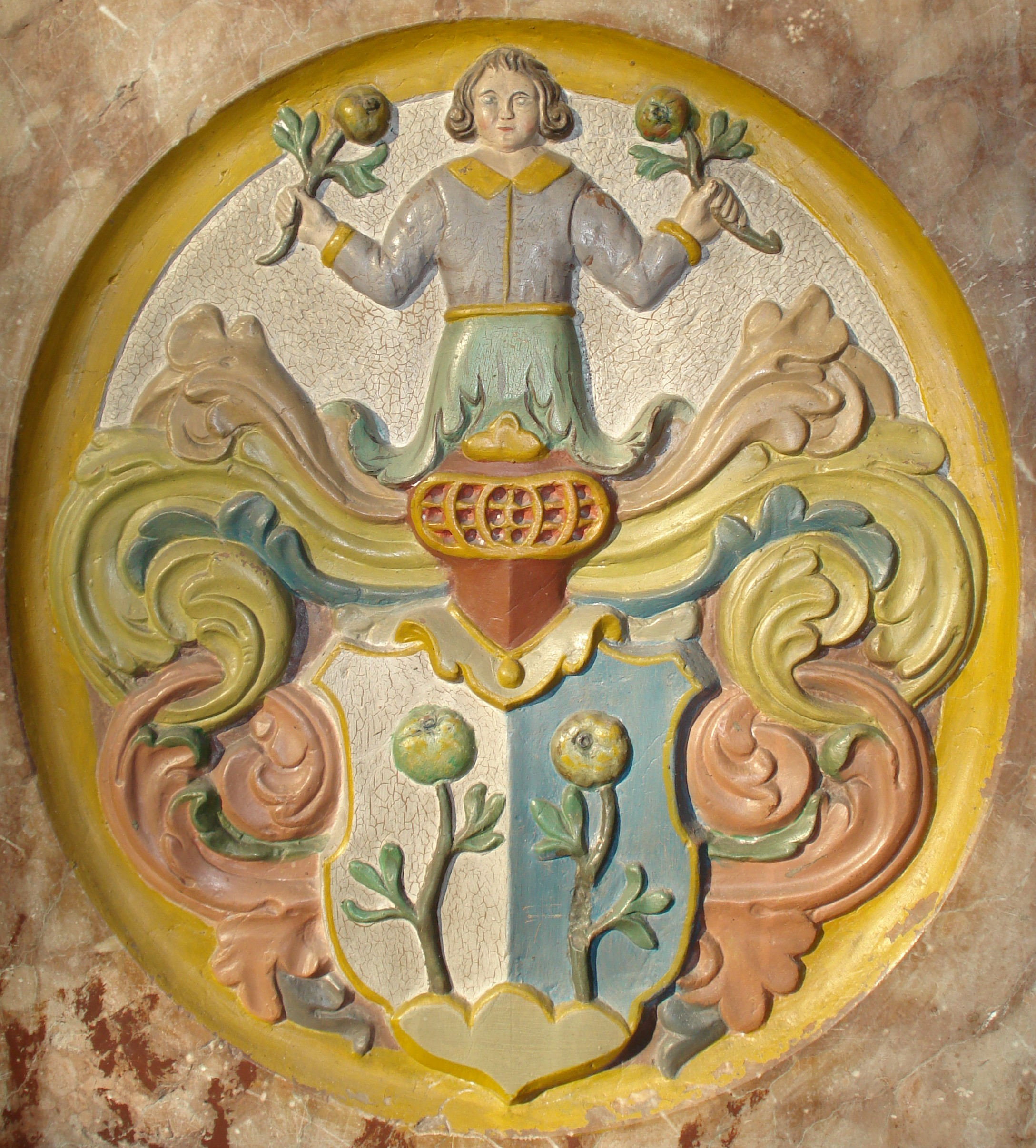
Stammwappen der Holzapfel in der Kirche St. Nikolaus in Kleinkötz

Holzapfel von Herxheim war der Name einer Augsburger Patrizierfamilie und eines elsässischen Rittergeschlechtes. 

## Geschichte

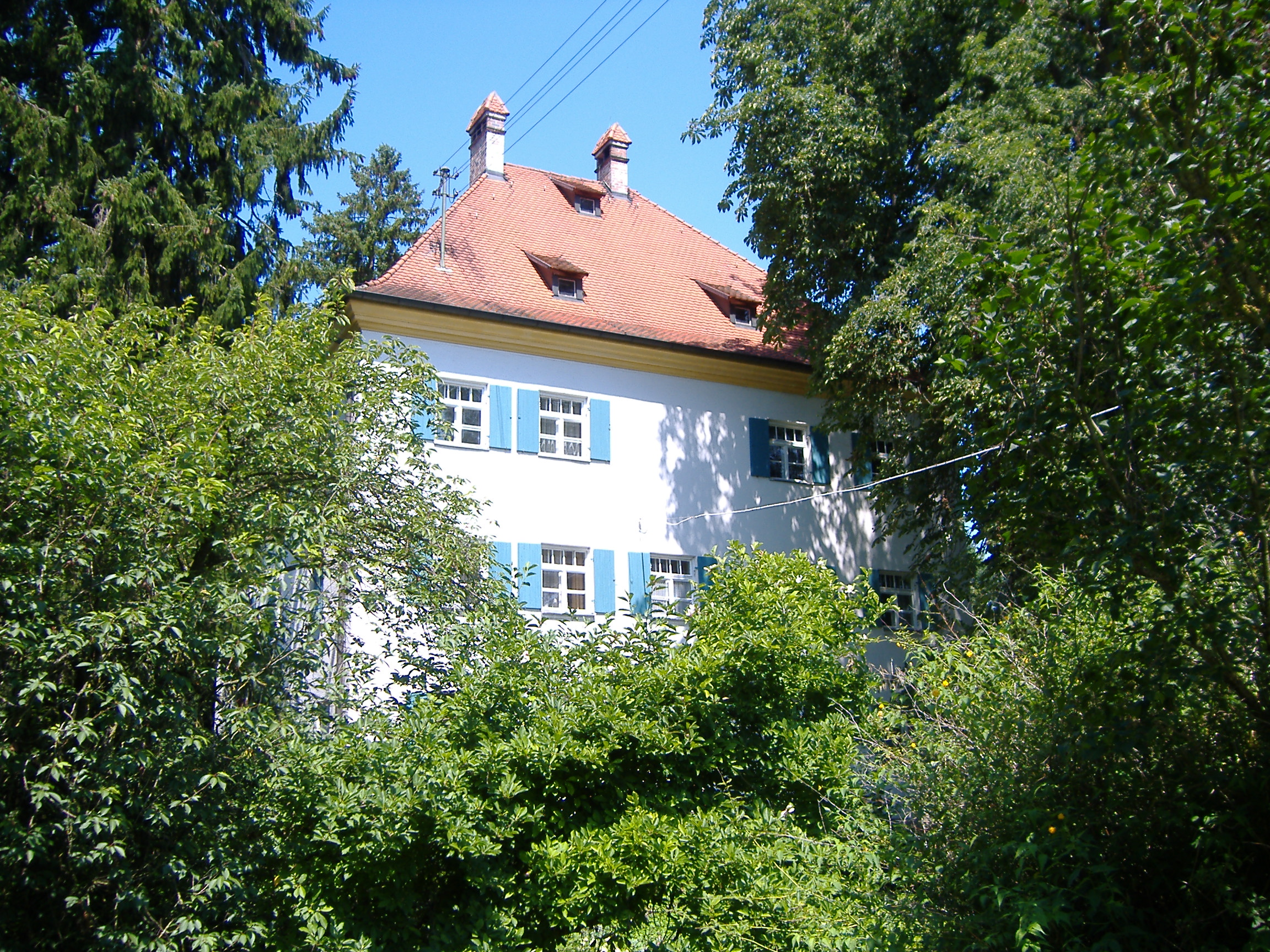
Schloss Kleinkötz

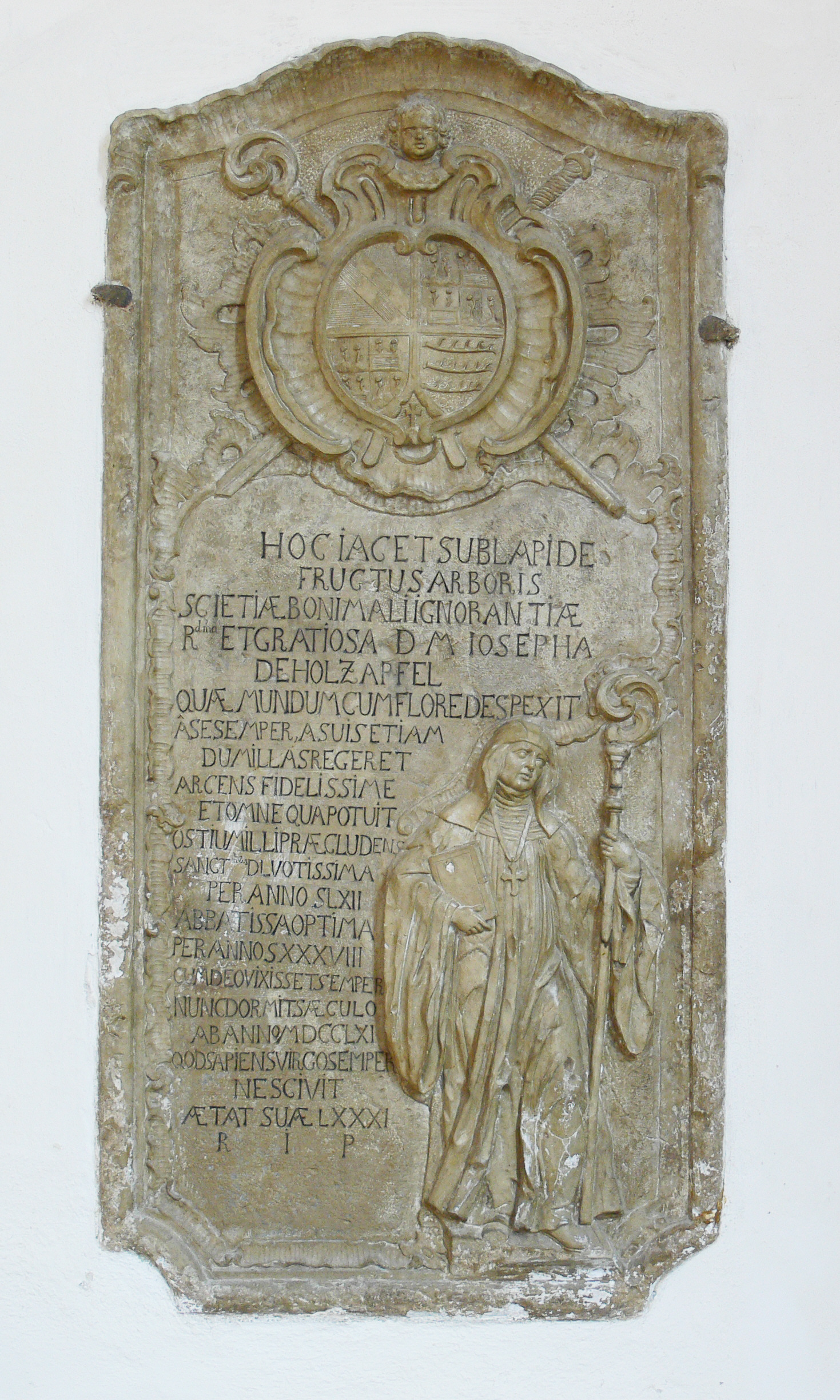
Epitaph für die Äbtissin des Klosters Heiligkreuztal Maria Josepha von Holzapfel († 1761)

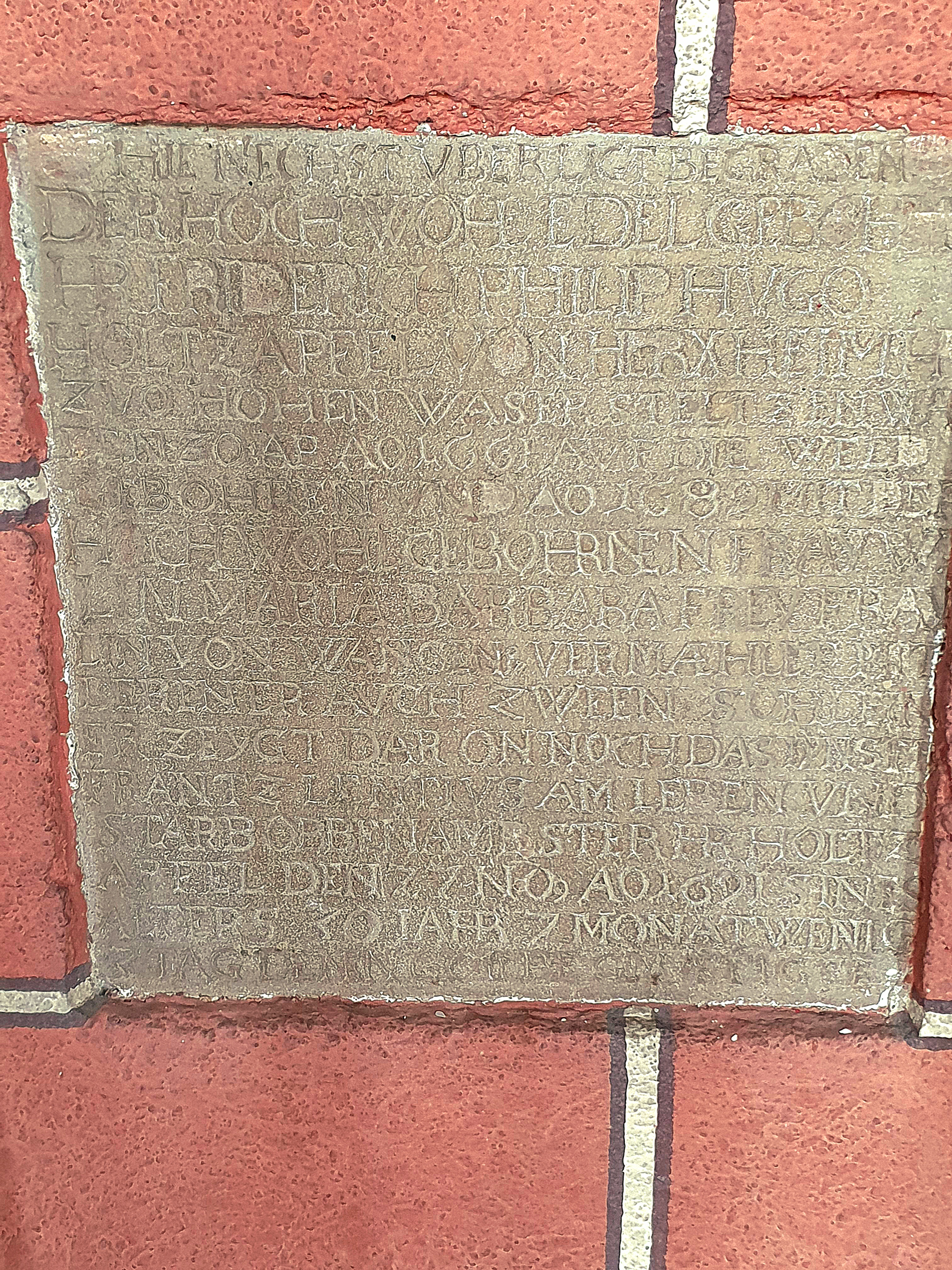
Inschrift aus dem Epitaph des Friedrich Philiph Hugo Holzapfel von Herxheim in der Pfarrkirche in Hohentengen am Hochrhein

Das ritterliche Geschlecht stand in Diensten der Bischöfe von Speyer, der Äbte von Weißenburg, der Herren von Lichtenberg und von Fleckenstein. Der Beiname verweist auf den Stammsitz Herxheim bei Landau. Die Zweige gingen von den im 15. Jahrhundert lebenden Brüder Heinrich und Johann aus. Von 1661 bis 1691 lebte Friedrich Philiph Hugo Holzapfel von Herxheim er war zuletzt Vogtherr auf Hohenwasserstelz und wurde bestattet in der Kirche Hohentengen am Hochrhein wo sein Epitaph bis 1954 bestand. Im 17. Jahrhundert wurde die Familie in die Elsässische Reichsritterschaft aufgenommen. Der Ururenkel Johanns, Johann Jacob Holzapfel von Herxheim diente als Amtmann zu Lauterburg und sein Sohn Johann Heinrich Holzapfel von Herxheim als Reichsschultheiß zu Hagenau. Der Sohn Johann Heinrichs, war der Oberst Philipp Jacob Holzapfel von Herxheim. Die Familie ist 1702 mit Franz Friedrich Leontius Holzapfel von Herxheim im Mannesstamm erloschen. Eine dem Augsburger Patriziat angehörende Sippe beanspruchte 1705 eine Abstammung auf das ritterliche Geschlecht, obwohl weder eine Stamm- noch Wappenverwandtschaft bestand.
1566 verlieh der kaiserliche Pfalzgraf Boecklin dem Magister Balthasar Holzapfel in Freiburg in Breisgau ein nicht näher beschriebenes Wappen. Die gesicherte Stammreihe des aus dem Oberrhein stammenden Geschlechtes beginnt mit seinen mutmaßlichen Söhnen Albrecht Holzapfel, Kammergerichtsassessor zu Speyer und Ulrich Holzapfel aus Rottweil, Professor und Rektor der Universität zu Freiburg in Breisgau. Der Kammergerichtsassessor und geistliche Richter zu Speyer Albrecht Holzapfel diente Erzherzog Ferdinand II. als Rat. 1588 wurde ihm der Tiroler Adelsstand verliehen mit Wappenbesserung und Rotwachsfreiheit. Der Enkel Ulrichs, Doktor Martin Holzapfel wurde Stadtphysicus von Augsburg. Sein 1627 von Kaiser Ferdinand II. zum Geschlechter ernannte Sohn Doktor Johann Jakob Holzapfel, Rat des Statthalters Ott Heinrich Fugger, erwarb 1639 das Gut Kleinkötz bei Ulm. Des Weiteren erhielt er vom Augsburger Bischof Heinrich V. das Gut Straßberg.
Der Sohn Johann Jakobs, Franz Ignaz Holzapfel bekleidete mehrmals das Amt des Statthalters des Königs Philipp IV. von Spanien in Neapel. 1698 erfolgte die Aufnahme der Familie in das Augsburger Patriziat. Am 14. September 1705 erhielt er von Kaiser Joseph I. die Bestätigung des Adels und die Erlaubnis für sich und seine Nachkommen dein Beinamen von Herxheim zu führen, wie auch deren Wappen seinen eigenen beizufügen. Sein Sohn Johann Jakob Holzapfel von Herxheim fungierte 1734 als Stadtpfleger und wurde vom Kaiser mit der Augsburger Landvogtei belehnt, was zuvor nur der schwäbischen Reichsritterschaft vorbehalten war. Die Urenkel Franz Ignaz, Ulrich Holzapfel von Herxheim wurde reichsstädtischer Geheimrat und Franz Wilhelm Holzapfel von Herxheim Augsburger Senator. Letzterer wurde 1813 in die königlich-bayerische Adelsmatrikel eingetragen. Die Familie ist Mitte des 19. Jahrhunderts im Mannesstamm erloschen.

## Wappen
Stammwappen: "Ein von Rot und Silber gespaltenes Schild mit einem grünen Dreiberg aus dem zwei Äpfel mit großen Stielen und Blättern in verwechselten Farben hervor wachsen. Auf dem Helm ein wachsender Knabe in Silber und Rot gespaltenen Kleid, der in der rechten und linken einen Apfel mit großem Stiel und Blättern emporhält. Vermehrtes Wappen: "Geviertes Schild in 1. und 4. das Stammwappen, in 2. und 3. das Wappen der Holzapfel von Herxheim, von Silber und Blau geteilt, oben zwei Äpfel mit Stiel und Blätter nebeneinander. Auf dem Schild zwei Helme: I. zum Stammwappen, II. ein Apfel zwischen zwei Silber und Blau geteilten Hörnern."

## Genealogie (Auswahl)
- Albrecht, Kammergerichtsassessor zu Speyer, Rat Erzherzog Ferdinand († nach 1588); ⚭ NN
  - Albrecht, Kammerassessor zu Enisheim; ⚭ NN
    - Israel, Kammerrat zu Enisheim
    - Johannes, Professor zu Freising
    - Matthäus, Domherr zu Salzburg und Augsburg
    - Ulrich, Jesuit
- Ulrich, Professor zu Freiburg († nach 1585); ⚭ NN
  - Albrecht, Professor zu Freiburg; ⚭ NN
    - Martin, Stadtphysicus zu Augsburg († 1614); ⚭ Elisabetha Wildhelm
      - Johann Jakob, Doktor zu Augsburg († nach 1627); ⚭ Barbara Eberlin
        - Franz Ignaz, Statthalter (* 1622); ⚭ Maria Elisabetha Ehinger von Balzheim
          - Franz Nikolaus Joseph, Jesuit
          - Johann Jakob, Stadtpfleger zu Augsburg (* 1673); ⚭ Johanna Theresia Freiin von Deuring
            - Joseph Lorenz Ignaz, Generalmajor des schwäbischen Kreises (1699–1762); ⚭ Eleonora Settele
              - Jakob Ulrich Anton Gallus, reichsstädtischer Geheimrat (1739–1831); ⚭ Maria Josepha von Auer
                - Anton Joseph Carl, Leutnant (1780–1813); ⚭ Anna von Trabucca
                - Josepha Johanna, Konventin des Klosters Heiligenkreuztal (* 1781)

            - Maria Josepha, ab 1723 Äbtissin des Klosters Heiligkreuztal († 1761)
            - Franz Ferdinand Maria, Ratsverwandter und Bauherr zu Augsburg (* 1713); ⚭ Maria von Jacob
              - Franz Wilhelm, Senator zu Augsburg (1752–1830); ⚭ NN von Rehlingen

          - Michael Anton, Oberstleutnant des schwäbischen Kreises; ⚭ NN
            - Georg Carl Anton, Geheimrat zu Augsburg